# Batalla de Zepita
La batalla de Zepita, conocida también como batalla de Chua Chua, fue un hecho de armas de la guerra de independencia peruana ocurrido el 25 de agosto de 1823 en la llanura ubicada al norte de Zepita, a orillas del lago Titicaca, entre el Ejército Real del Perú mandado por el general peninsular Jerónimo Valdés y el ejército patriota mandado por el general paceño Andrés de Santa Cruz.

## Antecedentes
La segunda expedición a intermedios dirigida por el general Andrés de Santa Cruz partió del Callao en mayo de 1823, siendo llevada a Arica por la escuadra peruana del almirante británico Martin Guisse y ocupando sucesivamente Tacna, Moquegua y, posteriormente, Oruro. Pero Santa Cruz cometió el error estratégico de dividir a sus tropas mandándolas a ocupar territorios marginales a la situación bélica. En agosto de ese mismo año la columna del ejército patriota peruano que mandaba el general en jefe cruzó el desaguadero con la intención de sorprender a las fuerzas del general Jerónimo Valdés que, ignorante de esta situación, avanzaba en dirección al mismo punto encontrándose ambos ejércitos el 25 de agosto. Sorprendido Valdés en marcha se retiró ordenadamente hasta los altos de la llanura de Zepita, siendo perseguido por Santa Cruz e iniciándose la batalla al caer la tarde.

## Desarrollo de la batalla

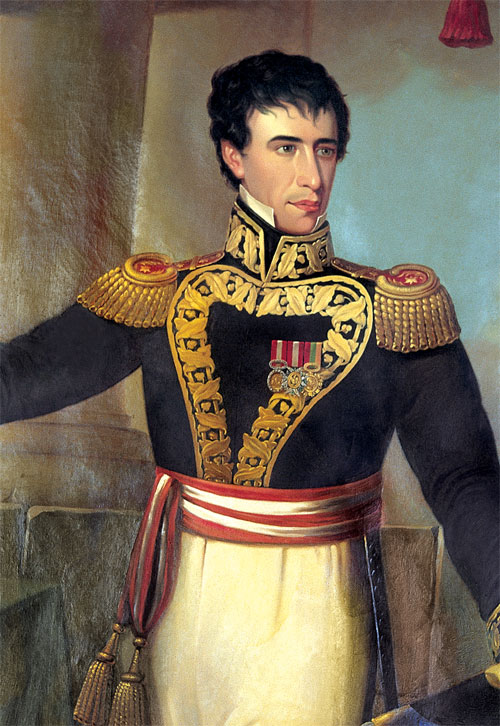
El general Andrés de Santa Cruz (con banda de primer ministro peruano cargo que desempeñó en 1826).

Tras algunos intercambios de disparos entre la artillería y las guerrillas de ambos ejércitos, alrededor de las cinco de la tarde la infantería peruana desplegada en la llanura inició un ataque frontal sobre las posiciones realistas en los altos de Zepita, el batallón de la Legión Peruana al mando del coronel Blas Cerdeña, avanzó sobre la izquierda realista donde fue resistido y rechazado por el batallón Vitoria y dos mitades de caballería al mando del brigadier José Carratalá siendo herido y hecho prisionero durante la acción el coronel Cerdeña. Tras perder a su jefe el batallón peruano empezó a ceder el terreno siendo imitado por el resto de la infantería peruana, aunque en su parte Santa Cruz afirma que se debió a una estratagema suya para sacar al enemigo de sus favorables posiciones defensivas, percibiendo que la infantería enemiga se retiraba en desorden el general Valdés ordenó una carga general de su caballería con la esperanza de quebrar las líneas patriotas y decidir la batalla a su favor. Santa Cruz por su parte dispuso también que los húsares de la Legión, mandados por el coronel francés Federico de Brandsen y los jefes de escuadrón Soulanges y Aramburu, cargasen a la caballería de Valdés, el choque en la llanura fue favorable a los húsares patriotas, que obligaron a volver grupas a sus contrarios a los que sablearon en su retirada tomando además 184 prisioneros hasta ser contenidos por los fuegos de la infantería realista.
Al caer la noche ambas fuerzas se retiraron, asegurando mutuamente haber quedado dueñas del campo y conseguido una victoria. Las bajas confesadas por Santa Cruz fueron 28 muertos y 84 heridos, teniendo además 30 prisioneros pero capturando un considerable botín de 240 fusiles, 52 caballos ensillados, 240 lanzas, 63 sables y algunos otros despojos de guerra. Las bajas realistas fueron 100 soldados muertos y 184 prisioneros.

## Resultados
Aunque Santa Cruz infligió mayores bajas a sus contrarios y desmoralizó a su caballería militarmente se trató de una batalla indecisa donde ningún bando logró obtener una ventaja decisiva, aun así Santa Cruz fue nombrado Mariscal de Zepita por el gobierno peruano al tratarse del primer encuentro bélico favorable a las armas de la república tras las desastrosas derrotas de Torata y Moquegua los meses anteriores.
El general Valdés en el parte que elevó al virrey la Serna, atribuyó el mérito de la acción al brigadier Carratala, lamentando asimismo el pobre desempeño de su caballería señalando que:

«En Zepita hubiéramos concluido gloriosamente la actual campaña, si la caballería de esta división hubiera podido cumplir como la bizarra infantería.»

En los días siguientes las fuerzas realistas al mando de los generales Olañeta, Valdés, Canterac y las que mandaba el virrey la Serna lograron reunirse ante Santa Cruz, que, ahora en desventaja, se retiró a la costa siendo perseguido muy de cerca por los realistas y perdiendo muchos hombres y equipos en la que los realistas llamaron "Campaña del Talón" y que culminó en un fracaso para los patriotas, que hubieron de reembarcar en Ilo sin haber logrado siquiera debilitar al ejército realista en su bastión de la sierra.
El 8 de octubre una avanzada realista al mando del brigadier Valentín Ferraz recuperó Arequipa para los realistas derrotando a la caballería grancolombiana al mando de los generales Sucre y Miller, cuyas fuerzas habían ocupado la ciudad y actuado por separado de las de Santa Cruz.